# Гипуралии

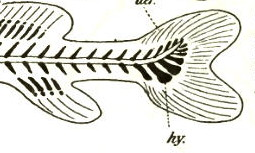
Гипуралии (hy).

Гипуралии (от др.-греч. hypo — «под» и urá — «хвост») — уплощённые и дистально расширенные костные пластинки скелета хвостового плавника костистых рыб, отходящие от вентральной части уростиля, образовавшиеся в процессе эволюции из гемальных остистых отростков последних хвостовых позвонков.

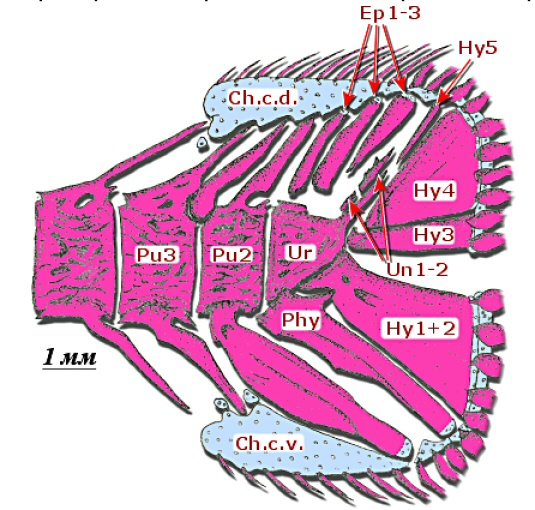
Скелет хвостового плавника нототениопса-чижа (Notohteniops tchizh, сем. Нототениевые); рисунок препарата, окрашенного ализариновым красным С; малиновым цветом показана костная ткань, голубым — хрящ: Pu — преуральные позвонки, Ur — уростиль, PHy — паргипуралия, Hy — пять гипуралий (первые две слились в единую пластинку «Hy1+2»), Ep — эпуралии.

Поддерживают, наряду с уростилем, основные лучи хвостового плавника. Число гипуралий у костистых рыб варьирует от 10 у ильной рыбы (Amia calva) и 7 у лососей рода Salmo до двух, как у угольной белокровки (Channichthys panticapaei) и одной — у другой нототениевидной рыбы — антарктической серебрянки (Pleuragramma antarcticum). У нототениевидных, как и во многих других группах эволюционно продвинутых рыб, уменьшение (олигомеризация) числа гипуралий в процессе эволюции происходит за счет их слияния в более крупные скелетные пластинки. Обычно олигомеризация числа гипуралий связана с консолидацией и упрочнением всех элементов скелета хвостового плавника, которые в свою очередь могут быть обусловлены, например, вторичной пелагизацией рыб и связанным с этим уменьшением удельного веса рыбы (стремящегося к нейтральной плавучести) и облегчением скелета — его деминерализацией.